# النشيد الشامل
النشيد الشامل هو الديوان الشعري العاشر للشاعر بابلو نيرودا. الحاصل على جائزة نوبل في الأدب، نُشر لأول مرة في المكسيك عام 1950 من قبل مطبعة "تاييريس غرافيكوس دي لا ناسيون". و بدأ نيرودا في تأليفه سنة 1938.
يتكون كتاب "النشيد الشامل " من 15 قسماً، و231 قصيدة، وأكثر من 15,000 سطر. يسعى هذا العمل ليكون بمثابة تاريخ أو موسوعة لنصف الكرة الغربي الأمريكي بأكمله،، أو العالم الجديد ، من منظور أمريكي لاتيني .
و قد ترجم الكتاب الشعري الى اللغة العربية تحت عنوان:" النشيد الشامل" قام بترجمته المترجم الفلسطيني صالح علماني و صدر عن دار النشر المدى بدمشق في سوريا سنة 2002.

## الأقسام
يتألف النشيد الشامل من خمس عشرة قسماً أو "أنشودة"، ويعتمد هذا التقسيم بشكل أساسي على تصنيف الناقد ماريو فيريرو، وهي كما يلي:
- "المصباح في الأرض": مجموعة تصور رؤية بانورامية ذات طابع طبيعي للمحيط الاجتماعي للشعوب ما قبل الكولومبية.
- "مرتفعات ماتشو بيتشو": مكرّسة لأطلال حضارة الإنكا وللمعاناة الإنسانية للعبيد الذين بنوا تلك القلعة. يُعدها بعض النقاد من أهم إسهامات نيرودا الشعرية، وقد قامت الفرقة التشيلية "لوس خايفاس" بتحويلها إلى عمل موسيقي يحمل الاسم نفسه.
- "الغزاة": تعكس التحولات التاريخية والتناقضات في حروب التوسع الإسبانية في أمريكا، فهي تدين النهب والسرقة لكنها تُبرز أيضاً بعض ملامح الملحمة الإسبانية.
- "المحررون": ملحمة تحتفي بالدفاع عن الأرض الأمريكية، بدءًا من كواتيموك والمقاومة الأصلية، مرورًا بأبطال الاستقلال، وصولًا إلى الزعماء العمّاليين مثل لويس إميليو ريكابارين، وتنتقد في المقابل خيانة مناصري الإمبريالية الجديدة.
- "الرمال الخائنة": تصور عالم الخونة والطغاة والمتعاونين، وتبدأ بقصيدة "موتى الساحة" (28 يناير 1946، سانتياغو دي تشيلي).
- "أمريكا، لا أستدعي اسمك عبثًا": قصيدة ذات طابع طقوسي تمجّد الروح الأصلية والتحررية في قارة أمريكا.
- "الأغنية العامة لتشيلي": تضم وصفاً شعرياً للطبيعة الأمريكية بما فيها من نباتات وحيوانات وطيور، وتمجّد في الوقت ذاته أشكال العمل والحياة التقليدية في المجتمعات الأصلية.
- "الأرض تُدعى خوان": تمثل صوت الانتفاضة الشعبية في مواجهة المعتدين، وتتضمن قصائد موجهة لعمال حقيقيين من مختلف المناطق، تصور معاناتهم وانتهاكات حقوقهم.
- "ليستيقظ الحطّاب": نداء اجتماعي موجّه إلى ضمير الولايات المتحدة، ويُهدي إلى الشاعر والت ويتمان، وقد يُعد تمهيدًا لنضالات الحقوق المدنية لاحقًا في أمريكا.
- "الهارب": يروي سيرة نيرودا في فترة اختبائه وملاحقته السياسية، ويُمجّد تضامن الشعب التشيلي معه.
- "زهور بونيتاكي": تستعيد تجربة نيرودا الشخصية في شمال تشيلي، وتوثّق اتصاله المباشر بالحركات العمالية.
- "أنهار الأغنية": تكريم للمقاتلين الذين سقطوا في النضال، وللأصدقاء الذين شاركوه مسيرته الاجتماعية.
- "كورال رأس السنة للوطن في الظلام": تحية من الشاعر المنفي إلى من يواصلون النضال الداخلي ضد حكومة غابرييل غونثاليث فيديلا.
- "المحيط العظيم": أنشودة تمجّد التصورات الكونية والساحل الواسع لأمريكا اللاتينية.
- "أنا هو": تأكيد قوي لهويته، باعتباره رمزًا للمقاومة الشعبية في القارة[3].

## الأسلوب
يندرج هذا العمل ضمن إطار الواقعية الاشتراكية السوفييتية التي دفع بها أندريه جيدانوف، وهو الأسلوب الذي بلغ نيرودا ذروته لاحقًا في ديوانه العنب والريح (1954).
وصفت بعض الانتقادات الديوان بأنه شعر ملحمي، نظرًا لأنه يوجه نشيده إلى طبيعة وتاريخ القارة الأمريكية بأكملها. كما يعكس فيه الشاعر التزامه السياسي وانتماءه للحزب الشيوعي، إلى جانب إظهاره لوجهه الاجتماعي القريب من الطبيعة، حيث يستخدم التعاطف كوسيلة لنقل الشعر كقوة دافعة للتغيير الاجتماعي. وبذلك، تحوّل هذا العمل إلى شعر شعبي ذائع الصيت.
يجمع النشيد الشامل بين تاريخ أمريكا اللاتينية الحديث وحضاراتها القديمة، ويتناول في الوقت نفسه إدانة سياسية ودعائية، بالإضافة إلى عناصر السيرة الذاتية. يبدأ العمل بكوسموغونية تشير إلى التكوين التوراتي، ثم ينتقل إلى السياسة الحديثة مع حكم غونثاليث فيديلا. يظهر نيرودا هنا كراوٍ وبطل في آنٍ واحد، على غرار ألونزو دي إرسيا في عمله لاراوكانا. وباعتباره عضوًا في الحزب الشيوعي خلال فترة الحرب الباردة، اختار نيرودا أن يستخدم بطولات المقاومة بطريقة مماثلة لما فعله إرسيا. وينتهي الديوان بقصيدة الأرض تُدعى خوان التي تحتفي بصمود المضطهدين.
يمكن تصنيف النشيد الشامل أيضًا كنوع من "الشعر المضاد للملحمة"، ويتجلى ذلك في القسم الثاني منه، الذي لا يصف موقع ماتشو بيتشو فحسب، بل يقدم رحلة من الحاضر إلى الماضي، حيث تم اكتشاف تلك الأطلال في القرن العشرين. ويبدأ هذا القسم من وجهة نظر نيرودا باعتبارها رحلة لاكتشاف الذات.

## إصدارات موسيقية
قامت فرقة "أباركوا" الشعبية التشيلية، بالتعاون المباشر مع بابلو نيرودا، بتقديم عرض موسيقي مستند إلى نصوص النشيد الشامل، وذلك بمشاركة الملحنين سيرخيو أورتيغا وغوستافو بيثيرا. عُرض العمل لأول مرة على خشبة مسرح بلدية سانتياغو في 5 ديسمبر 1970. وفي السنوات التالية، أعادت الفرقة تسجيل الألبوم بعنوان كانتو جنرال في عدة مناسبات بين 1970 و1974، وصدرت تسجيلات مختلفة منه في عدة دول، بمشاركة عدد من الرواة من جنسيات مختلفة، منهم ماريو لوركا (تشيلي)، وماريس غونزاليس (الأرجنتين)، وغيزيلا ماي (ألمانيا)، وأومبرتو دوفوشيل (تشيلي) .